# 欧特维尔-洛讷
欧特维尔-洛讷（法語：Hauteville-Lompnes，法語發音：[otvil lɔn] ⓘ）是法国东部安省的一个旧市镇，属于贝莱区。欧特维尔-洛讷于1942年由原市镇欧特维尔（Hauteville）和洛讷（Lompnes）合并而成。1964年，市镇拉库（Lacoux）和隆日孔布（Longecombe）并入欧特维尔-洛讷。2019年，欧特维尔-洛讷与临近的3个市镇合并为新市镇普拉托多特维尔，欧特维尔-洛讷为新市镇行政中心。

## 地理
欧特维尔-洛讷（45°58'44"N, 5°35'58"E）面积50.34 平方千米，位于法国奥弗涅-罗讷-阿尔卑斯大区安省，该省份为法国东部省份，北起汝拉省，西北接索恩-卢瓦尔省，西接罗讷省和里昂大都会，南至伊泽尔省，东与萨瓦省、上萨瓦省和瑞士接壤。
与欧特维尔-洛讷接壤的市镇（或旧市镇、城区）包括：阿朗、沙莱、尚多尔、比热地区科尔马朗什、埃沃日、奥斯蒂亚、洛尼约、吕菲约、特奈、泰济略、尚多尔-科尔塞勒。
欧特维尔-洛讷的时区为UTC+01:00、UTC+02:00（夏令时）。

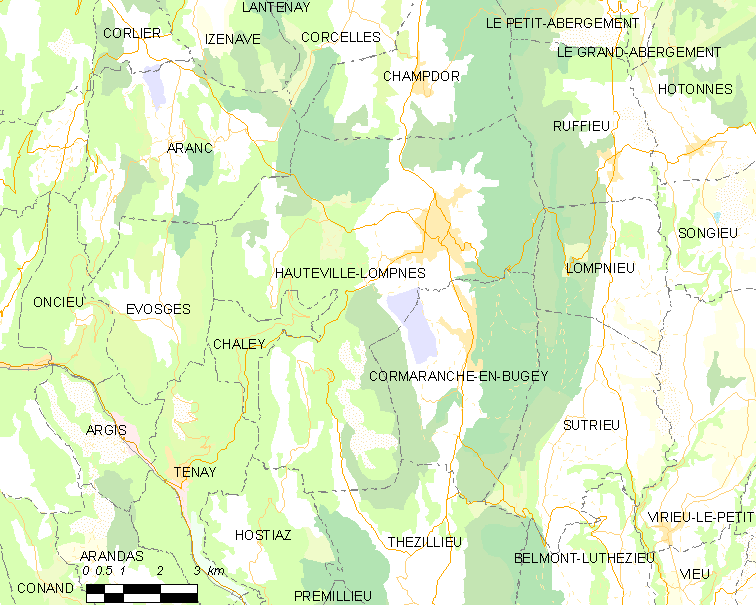
欧特维尔-洛讷的OSM定位图

## 行政
欧特维尔-洛讷的邮政编码为01110，INSEE市镇编码为01185。

## 政治
欧特维尔-洛讷所属的省级选区为普拉托多特维尔县。

## 人口

1962-2008年间欧特维尔-洛讷人口变化图示

欧特维尔-洛讷于2018年1月1日时的人口数量为3652人。